# Chapelle Santa Maria Addolorata all'Esquilino
La chapelle Santa Maria Addolorata all'Esquilino (en français : chapelle Sainte-Marie-douloureuse-sur-l'Esquilin) est une église de la ville de Rome située dans le rione de l'Esquilino sur la Via San Quintino.

## Historique
La chapelle a été érigée dans un bâtiment du couvent des Filles de Notre-Dame du Mont Calvaire au début du XXe siècle, complétée en 1928 et restaurée en 2001.

## Architecture
Cette chapelle ne présente qu'une simple ouverture par une porte surmontée de la phrase Virgini perdolenti et des trois croix du Calvaire. L'intérieur est séparé en deux parties, l'une réservée aux moniales, l'autre aux fidèles. Sur la gauche de la chapelle se trouve la tombe de la sœur Maria Teresina Zonfrilli, morte en 1934, dont le procès en béatification est en cours.

## Sources
- (it) Cet article est partiellement ou en totalité issu de l’article de Wikipédia en italien intitulé « Cappella di Santa Maria Addolorata all'Esquilino » (voir la liste des auteurs).